# Пьотър Драверт
Пьотър Людовикович Драверт (на руски: Пётр Людо́викович Дра́верт) е руски учен, професор по геология, минералогия и геохимия, етнограф, краевед, изследовател на Сибир, писател и поет. Той е смятан за един от най-големите специалисти по метеоритите в страната.

## Фамилия
Пьотър Людовикович Драверт е роден на 4 (16) януари 1879 г. в град Вятка, днес Киров. Семейството му произхожда от старинен дворянски, шляхтички род. Станислав Драверт, дядото на Пьотър по бащина линия, е вероятен потомък на наполеонов офицер, пленен и останал в Русия след войната. Той е образован човек, ръководител на канцеларията на вятския граждански губернатор, приятел на писателите-революционери Александър Херцен, Михаил Салтиков-Шчедрин, Николай Некрасов и други руски писатели и поети. Дядо му по майчина линия, Дмитрий Яковлевич Долматов, завършва Лесотехническия институт и служи 25 години в лесничейството. Печели слава в научния свят с работата си „Беловежката пуща и историята на бизоните“. За нея е избран за пълноправен член на Руското географско общество и получава златен медал от Лондонското зоологическо дружество. Във Вятка той е известен като достъпен и безплатен лекар.
Родителите на момчето са с полски произход. Според една семейна легенда, в основата на фамилното име залягат имената на двете полски реки Драва и Варта. Баща му Людовик Станиславович Драверт завършва Юридическия факултет на Московския университет и работи като прокурор в Екатеринбург. Той е добре образован човек с широк кръг от интереси. Увлича се от история, антропология, етнография и пише стихове. Член е на Императорското общество на любителите на естествените науки, антропологията и етнографията към Московския университет. Председател е на географския отдел на Урало-Сибирското научно-промишлено изложение в Екатеринбург.
Варвара Дмитриевна Далматова, майката на Пьотър, също е образована жена, с подчертан интерес към литературата, Завършила е Смолния институт за благородни девици и е ученичка на известния филолог, палеограф и лексикограф Измаил Срезневски. Тя обича поезията и насърчава поетичните експерименти на сина си. Умира, когато момчето е едва на 13 годишна възраст. Родителите играят огромна роля за формирането на личността на Пьотър като човек, учен и поет. Те обръщат много сериозно внимание на възпитанието и образованието му.
В семейството има две деца – Пьотър и по-малката му сестра Ксения. Ксения е поетеса, през 1906 г. е публикуван неин сборник под псевдонима Тревард. Произведенията в него са отражение на революционните събития от 1905 година. Година след публикуването му тя заминава за Франция, учи в Сорбоната и остава да живее там.
Пьотър Драверт се жени три пъти. От първата си жена има син Леонид. През февруари 1937 г. синът му Леонид Драверт е арестуван по обвинение в антисъветска терористична дейност, а на 25 април 1938 г. е осъден от Военната колегия на Върховния съд и разстрелян.
Втората му жена Нина Викторовна Селагина заминава с него в изгнание в Якутия. От нея има двама сина – Виктор и Олег. За трети и последен път се жени за Павла Константиновна Бадаева, която след смъртта му предава архивите и колекциите му на Омския държавен исторически и краеведски музей.

## Биография
Пьотър получава началното си образование в Екатеринбург, а след това учи в Първа казанска гимназия. Пристрастията му към естествените науки се разкриват още в периода на гимназиалното му обучение. Още преди да завърши гимназия, той напуска семейството си и започва да живее самостоятелно.
През 1899 г. постъпва в Химико-технологичния факултет на Казанския университет, където от първата година започва да специализира минералогия под ръководството на професор Александър Щукенберг и асистент Аркадий Лаврски. Още като студент, през 1901 – 1904 г., активно участва в геоложки, палеонтологични и минералогични експедиции. Избран е на длъжност консерватор в минералогичния кабинет на университета и е ангажиран със систематизирането на колекцията от минерали на руския минен инженер Александър Кемерер. Учи с ентусиазъм, пише поезия, участва в революционната студентска дейност и даже успява да окачи червен флаг на покрива на университета. Четири пъти е арестуван за революционна дейност – през 1901, 1906, 1921 и 1930 г.
През живота си Пьотър Драверт заема различни длъжности и служби. След като завършва университета, ученият започва активна научна кариера. От 1 октомври 1917 г. работи като асистент в катедрата по минералогия и технологии в Казанския университет. Две години по-късно става професор по минералогия, геология и кристалография в Сибирския институт по земеделие и гори в Омск, където остава до 1930 г. По това време публикува над 150 научни статии. Води кореспонденция с изтъкнатите учени на 20-век Константин Циолковски и Владимир Вернадски, с които споделя научни идеи, заключения и мечти. След това, в продължение на една година е ръководител на катедра към Сибирския автомагистрален институт. От 1932 до 1937 г. е ръководител на отдел в Държавния регионален западносибирски музей, после две години е начело на научния отдел на държавния резерват „Боровое“ (днес Национален парк Бурабай). Ръководи научната работа в него и изучава природните ресурси на региона. Благодарение на неговите усилия излиза научният сборник „Държавен резерват и курорт „Боровое““.
От 1940, в продължение на една година, заема длъжността геолог-консултант на регионалната техническа и земеделска станция на младите естественици в Омск. През следващата година е директор на регионалната лаборатория за строителни материали в града. Завършва кариерата си като старши изследовател в Омския регионален краеведчески музей.
Като преподавател Драверт възпитава плеяда от студенти, в които запалва стремежа към опознаване и изучаване на света и да обичат и ценят литературата. Между тях са поетът, журналист и преводач Леонид Мартинов и писателят, главен редактор на списание „Нов свят“, Сергей Залигин.
Драверт е известен като страстен библиофил, нумизмат, екслибрист, колекционер на редки книги и автографи. Той е може би първият сибирски колекционер на екслибриси и притежава сериозни познания за тях. Сибир е добре представен в колекцията му, особено омските книжни знаци. Има свой собствен екслибрис, изработен през 1933 г. от омския художник Е.А. Крутиков.
През 1940-те години Драверт живее в бедност и освен това се разболява тежко. За да го подпомогне финансово, Вернадски, след като получава Сталинска награда през 1944 г., купува от него колекция от минерали и метеорити. Ученият подготвя и издава научни статии, а в писмата си признава, че физически се чувства много зле. Къщата обикновено е студена, няма дърва за огрев, но той продължава работата си, независимо от заболяването. През последните години от живота си, освен че е изследовател в Омския краеведски музей, преподава минералогия на млади учени и работи върху съставянето на единствената библиография на литературата за метеоритите в СССР. Участва пряко в издаването на Сибирската съветска енциклопедия.
Драверт е член на много научни организации – редовен член и председател на Западносибирския отдел на Руското географско общество, действителен член на Централното бюро за краезнание към Руската академия на науките, председател на Омското регионално бюро за минералните ресурси и други. Събраните от него проби от минерали са в основата на съвременната колекция на Омския държавен исторически и краеведски музей. Благодарение на неговата работа палеонтологичната колекция на музея е значително разширена. Той даже започва да възстановява скелета на мамут, който първоначално е бил изложен в сградата на Земеделския институт, а след войната е прехвърлен в музея. Възстановяването е завършено през 1956 г. от негови колеги.

## Изгнание
Обучението на Пьотър в Казанския държавен университет продължава много години поради отдадеността му към революционните идеи, заради които е арестуван няколко пъти и изпрпатен в изгнание. През февруари 1901 г. е арестуван за участие в опозиционна студентска демонстрация и заточен в Пермска губерния. През есента на същата година се завръща в Казан и продължава обучението си в университета, но през 1906 г. отново е заточен заради участието си в революционното студентско движение. Този път това е за 5 години в Якутия и Пьотър пристига там на 6 юли. Председателят на сесията на Казанския съд, осъдил Пьотър на заточение, е неговият собствен баща. Това води до скъсване на отношенията между двамата.
По време на изгнанието си, заедно с други социалдемократи, Драверт организира издаването на ръкописното сатирично списание „Паяк“ и взима активно участие в издаването на либерално-демократичния вестник „Якутски край“. Едновременно с това се занимава с минералогични изследвания в Якутска област, Ольокмински и Вилюйски окръг и взема активно участие в изучаването на природните ресурси на Якутския регион. През 1908 г. пътува до устието на река Лена, за да проучи флората и фауната на крайбрежието. През 1909 г. изследва солените езера Баян-Кел и Абалах и описва техния лечебен потенциал в работата си „Експедиция в Сунтарския соленоносен район“. Пише статии по минералогия като „Гипсът в Якутия“, „По въпроса за скъпоценните камъни в Якутска област“, „Опалите в Якутска област“, „Находища на целестин в Якутска автономна република“, „ За държавната охрана на якутските находища на исландски шпат“. Представя научните си изследвания в голям брой статии и монографии и по-специално в обемния труд „Материали за етнографията и географията на Якутския регион“. Общо през следващите години написва около 500 статии.
През 1910 г., с ходатайството на баща му, Пьотър пристига за лечение в Казан. На следващата година, по искане на академик Владимир Вернадски, изгнанието на Драверт в Якутия е заменено с изгнание в Томск, под обществения надзор на полицията. След революцията Драверт окончателно остава в Западен Сибир и до края на живота му Якутия остава в полето на научните му интереси. През 1923 г. е избран за почетен член на Якутското изследователско общество „Саха Кескиле“. През 1914 г., когато вече е утвърден учен, 15 години след приемането си в университета, Драверт завършва Физико-математическия факултет със специалност минералогия.

## Арести
По-късно Драверт се оттегля от активна политическа дейност, но през годините на съветската власт е подложен поне още два пъти на неоправдани арести от органите на Чека. Арестуван е за кратко през 1921 г., когато омските чекисти предприемат активни „превантивни“ мерки срещу възможни агенти на Колчак, останали в Омск. Вероятната причина за този арест е есерското минало на Драверт.
На 19 март 1931 г. той е арестуван отново, като част от малка група омски учени, заподозрени в участие в подривни действия срещу държавата. Обвинен е по член 58 – 4 за „оказване на помощ на международната буржоазия, която не признава равенството при комунистическата система, стреми се да я свали, както и на тези социални групи и организации, попаднали под влиянието ѝ, или директно организирани от тази буржоазия при осъществяване на враждебни дейности срещу СССР“, както и по член 58 – 7 за подкопаване на държавната промишленост, транспорт, търговия, парично обращение или кредитна система. Скоро делото е прекратено поради липса на доказателства и Драверт е освободен.

## Експедиции
В продължение на много години работата по време на експедиции е една от основните занимания в научната дейност на Драверт. Той взима участие или ръководи повече от 50 научни пътувания и експедиции в Сибир, Урал, Казахстан, Средноволжкия регион, Башкирия и други. През 1907 г. участва в изследователска експедиция до река Кенпендяй. През пролетта на 1918 г. отново тръгва на експедиция, но избухването на гражданската война променя съдбата му. Ученият трябва да замине за Сибир и много от непубликуваните му научни материали и дневници на експедициите изчезват.
През 1920 г. той участва в две експедиции до Об, Печора и в устието на река Иртиш. През 1921 г., по искане на академиците Вернадски и Ферсман, участва в Първата метеоритна експедиция на Академията на науките на СССР. През 1922 г. с научна цел заминава за района на река Тагул, попадащ в Енисейска губерния. През 1923 г. е ангажиран с геоложки и минералогични проучвания на десния бряг на Иртиш в рамките на Омски и Тюкалински райони и окръг Тара.
В периода 1925 – 1927 г. посещава Баянаулските планини в Казахстан с научна експедиция, чиято цел е изучаването и определянето на видовете земетресения. Там, в една от пещерите на югоизточния бряг на езерото Жасибай, открива и описва за първи път скални рисунки, направени с охра. По-късно това място получава името „Пещерата на Драверт“. През 1929 г. участва в Третата експедиция за търсене и изследване на Тунгуския метеорит, заедно с приятеля си Леонид Кулик, един от основателите на науката за метеоритите в СССР.
Изследва загадъчния и рядко наблюдаван природен феномен – аномалните звуци, придружаващи полета на ярки болиди, и им дава името „електрофонни болиди“, което става общоприето. Явлението е описано за първи път във Франция през 585 г. Едновременно с научната си теоретична работа Драверт пише стихотворението „Болид“, посветено на явлението, което е изследвал. Участва в геоложки експедиции в Поволжието, Урал и Башкирия, където търси минерали.

## Научна дейност
По време на Великата отечествена война Драверт живее в Омск и е ръководител на лаборатория, занимаваща се с използването на местни строителни материали и горива. Ученият публикува полезни за военната индустрия произведения – „За полезните изкопаеми от района на Тара“ (1943), „Агрономични руди в Сибир“ (1944), „За два минерала“ (1944) и други, в които става въпрос, наред с други неща, за снабдяване на фронта и тила с минерални заместители вместо оскъдните естествени суровини. През живота си публикува около 700 научни и популярни трудове и статии по минералогия, география, ботаника, археология. От 133 произведения, публикувани от 1900 до 1945 г., 70 са пряко свързани с минералогията и полезните изкопаеми, 44 с метеоритите, а останалите са посветени на географията, етнографията, земетресенията и други.
Драверт обръща специално внимание на изучаването на минералите в Сибир и по-специално в региона на Омск. Първата му работа в тази посока се появява още през 1922 г, където набляга на находките от диаманти, още преди много други изследователи. Този аспект от работата му има голямо практическо значение. Събира и описва богата колекция от минерали, скали и вкаменелости – минерали от групата на каолина от околностите на Омск, фосфорити, негасена вар и кафяви въглища от Омско-Тарския регион по поречието на Иртиш, каменна сол от Якутия, желязна руда, открита край Сунтар, медна руда, гранит, магнитна желязна руда, барий, мрамор, пирит, ахат, силиций, яспис, малахит, зеолит, вилюйско злато, източносибирски диаманти. Голяма част от информацията за тях е включена в най-амбициозната геоложка работа на Драверт „Определител на най-важните минерали на Сибир с индекс на техните находища“. През 1932 г. публикува работата си върху кафявите въглища в икономическия регион на Омск.
В допълнение към определящите трудове в областта на геологията, Драверт е един от водещите експерти в областта на произхода на метеоритите. За повече от 50 експедиционни пътувания на „лов за камъни“, той съставя солиден списък на сибирските метеорити, отбелязани впоследствие в резюмета и каталози на Британския музей. От 1927 до 1945 г. оглавява омския клон на Всесоюзното астрономическо и геодезическо общество, регионална организация за изследване на метеоритите. В резултат на нейната дейност са открити и описани фрагменти от 7 метеорита. Работата в комисията е дългосрочна и старателна. В някои случаи отнема години, като например търсенето на метеорита Хмельовка, което продължава 8 години. През 1939 г. Драверт става член и на Комитета по метеоритите на Академията на науките на СССР. Изследва и каталогизира тяхното падане и заедно с Вернадски, Ферсман и Кулик, става един от основателите на руската наука за метеоритите. Едно от направленията на неговата научна работа е изучаването на земетресения, причинени от падащи метеорити. На тази тема е посветена известната му публикация „Хипергенна сеизмичност“. Автор е на повече от 50 произведения за метеоритите, включително „Душ от метеорни камъни в покрайнините на село Кузнецово, Западен Сибир, на 26 май 1932 г.“, публикувано на английски език.
Той изследва много райони в Западен Сибир, в които са паднали метеорити, събира фрагменти от тях, изучава ги, описва ги и проучва условията на падане. Такива са части от метеоритите Хмельовка, Кузнецово, Ерофеевка, намерени от него, или изпратени от хора, които са ги открили. Едновременно с това се занимава с геология, минералогия, кристалография, геофизика, палеонтология и местна история. Съставя каталог на ярките болиди, наблюдавани в Западен Сибир. Той е първият, който предлага да се използва въздушно разузнаване за търсене на паднали метеорити.

### Някои научни публикации
- 1929 – „Утринна поява на болид над Тарски окръг“
- 1930 – „Нов сибирски каменен метеорит“
- 1931 – „Метеоритът Орловка от река Уй (Западен Сибир)“
- 1933 – „Дивите хора мулена и чучуна“
- 1933 – „Минерални ресурси в региона на Омск-Тара“
- 1934 – „Ишимският метеорит“
- 1934 – „Падането на метеорит на 25 декември 1933 г. в района на Тара, Западносибирска територия“
- 1935 – „Падането на метеорит на 18 януари 1923 г. край село Попки, Кузнецки окръг (Западен Сибир)“
- 1935 – „Кармановски метеорит от 1925 г.“
- 1935 – „Падането на метеорит в град Тоболск през 1684 г.“
- 1936 – „Хризопразът в Карагандински регион на Казахстан“
- 1939 – „За метеорита Хорма“
- 1939 – „Валуни от село Тюрметяки, Ишим (предполагаем метеорит)“
- 1939 – „Железният метеорит „Тюмен““, 1903“
- 1939 – „Метеорити „Новорибинско“от Казахстан“
- 1939 – „Опит от използване на самолет за оглед на мястото на падане на метеорит“
- 1940 – „Метеорити в Омска област“
- 1940 – „Потънали метеорити в СССР“
- 1940 – „За един метеорит от метеоритния поток Хмелевка, паднал на 1 март 1929 г.“
- 1941 – „Изгубени метеорити от азиатската част на СССР“
- 1941 – „За находката на каменния метеорит Хмелевка, паднал на 1 март 1929 г.“
- 1941 – „За откриването на каменния метеорит Ерофеевка“
- 1941 – „Падане на метеорит край село Черлак, Омска област“
- 1941 – „За падането на метеорит в град Туринск“
- 1941 – „За падането на каменния метеорит „Кузнецово““
- 1942 – „Ветрозащита и горски пожари в басейна на река Кети“
- 1942 – „За метеорния прах на 2 юли 1941 г. в Омск“
- 1943 – „За мястото на падане на Болшереченския метеорит“
- 1944 – „Метеорити, наблюдение на падането и търсенето им“
- 1944 – „Падането на метеорит в река Иртиш“
- 1944 – „Падането на метеорит в Абатски район“
- 1945 – „Космически облак над Ямало-Ненецки окръг“
- 1946 – „Нов фрагмент от метеорита Табори (Оханск)“
- 1948 – „Изгубени метеорити от азиатската част на СССР“

## Етнографска дейност
Дълги години професор Драверт работи в Омския краеведски музей и участва активно в събирането на колекции. По онова време музеят се смята за един от центровете на научната работа в града. През 1931 г. се присъединява към музейния съвет и отговаря за минералогичния кабинет.

## Литературна дейност
В допълнение към научните трудове, Драверт е автор на 5 стихосбирки. В качеството му на литератор е известен преди всичко като поет. Започва да пише поезия още преди революцията. Първата му публикация е в иркутския вестник „Восточное обозрение“ на 15 август 1903 г., а друго негово стихотворение излиза през 1904 г. в Казан. През 1911 г. в Томск е издадена стихосбирката му „Под небето на Якутия“, която става един от основните етапи в развитието на новата сибирска поезия. Текстовете на книгите и стихосбирките на Драверт понякога са под формата на космическа, космогонична и фантастична нереалност, но винаги са свързани с с научната му дейност – „Във вълните на ефира“ (1904), „Свершивший“ (1904), „Поетът и смъртта“ (1908).
На страниците на списание „Камско-Волжска реч“, с което Драверт си сътрудничи след изгнанието, за пръв път се появяват негови прозаични произведения – „В Далечния Север“, „Счупена верига“, „Шепотът на звездите“, „Резба по кости“, „Целестин“, „Великденска нощ“. Другите му разкази са публикувани в различни казански и омски вестници, списания и алманаси.
През 1909 г. под псевдонима Хектор Д., в отделна книга, излиза първата част от неговата фантастична „Приказка за мамута и ледения човек“. В нея героите съживяват замръзнал преди 50 000 години човек от каменната ера. Втората част обаче не е публикувана.
Драверт взима активно участие в литературния живот на град Омск като член на Омската регионална литературна асоциация. През 1932 г. е приет в Съюза на съветските писатели. През 1944 г. обществеността на Омск отпразнува 40-годишнината от неговата творческа дейност. В четвърти брой на „Омски алманах“ му е посветена голяма статия и е организирана творческа вечер. По този повод Драверт пише, че не смята себе си професионален поет.
През 1979 г. Западносибирското книгоиздателство пуска сборника „Виждам незалязващото слънце“, който включва почти всички поетични и прозаични творби на Драверт.
Стихосбирки
- 1904 – „Сенки и отзвуци“
- 1908 – „Редове от мигове“
- 1911 – „Под небето на Якутския край“
- 1913 – „Стихотворения“
- 1923 – „Сибир“

Повести
- 1909 – „Приказка за мамута и ледения човек“

Разкази
- 1912 – „В далечния Север“
- 1914 – „Шепотът на звездите“
- 1915 – „Великденска нощ“
- 1915 – „Целестин“
- 1915 – „Резба по кости“
- 1916 – „Срещи“

## Погребение
Пьотър Драверт умира на 12 декември 1945 г. в Омск от крупозна пневмония с усложнения и е погребан в Казашкото гробище. Завещава на библиотеката и музея в Омск цялата си, много богата колекция от книги и ръкописи, научнопопулярни произведения, архиви, колекции от минерали, сбирка от географски карти и каталози, научната кореспонденция с Вернадски и Александър Чижевски, колекция от екслибриси, руски и европейски монети и много други. Част от материалите остават при вдовицата му Павла Константиновна.
Панихидата се провежда в мразовития неделен ден на 16 декември 1945, в минералогичния кабинет на музея. Последен говори преподавателят от педагогическия институт Н. В. Горбан, който, за изненада на публиката, произнася реч на латински. Оказва се, че старите приятели, Драверт и Горбан, са се договорили предварително, че останалият от двамата живи ще изнесе заключителната реч на панихидата му на латински. Друга особеност на погребението на Драверт е, че масата, на която е положен ковчегът, е покрита с тъмночервено кадифе, избродирано със злато, което всъщност не е просто парче плат, а мантията на последната руска императрица Александра Фьодоровна, взета от складовете, която по неизвестен начин е стигнала до Омск след революцията.
През 1961 г., след закриването на Казашкото гробище, прахът на Драверт е пренесен в Старо-Източното гробище на Омск.

## Памет
- Според завещанието на Драверт неговата лична колекция от няколко хиляди предмета е дарена на Омския държавен исторически и краеведски музей. Днес там се пазят неговите архиви, получени през 1946 г. Колекцията съдържа повече от 12 хиляди единици за съхранение и е най-голямата лична колекция в музея.[2]
- През 1979 г. на фасадата на основната сграда на Омския земеделски институт (сега Омски държавен аграрен университет) е монтирана паметна плоча на Пьотър Драверт.[7] По повод 100-годишнината от раждането му е издаден най-пълният сборник от негови стихове и проза – книгата „Виждам незалязващото слънце“.[5]
- По съветско време в Омск е съществувала улица „Драверт“. През 1984 г., по неизвестна причина, е преименувана на „Булевард на архитектите“. През 2007 г. на негово име отново е кръстена улица в града, но този път – разположена в покрайнини му.[2]
- На 31 юли 2009 г., като част от честването на деня на основаването на Омск, на булевард „Мартинов“ (Алея на литераторите), е открит паметник в негова чест. Представлява бял камък с издълбаното име на Драверт, над което е вложен фрагмент от метеорит.[7]
- През 2019 г., по повод 140-годишнината от раждането на Пьотър Драверт, в град Омск е проведена Общоруската научно-практическа конференция „Второ четене на Драверт“. Събитието е посветено на дейността на местните библиотеки, музеи и архиви.[11]
- Драверският бряг е наречен на името на първия му изследовател Пьотър Драверт. Намира се на десния бряг на река Иртиш – геоморфоложки паметник край село Лежанка, където Драверт открива праисторически обекти с отпечатъци от древни растения, кости от древни животни (мамутова фауна) и неогенни и палеогенни скални образувания. Археолозите откриват на това място и следи от древни хора.[6][7][12]